# فيسنا دولونك
فيسنا دولونك (بالروسية: Долонц, Весна Ратковна) مواليد 21 يوليو 1989 في موسكو، هي لاعبة كرة مضرب صربية روسية بدأت مسيرتها كمحترفة سنة 2006 تلعب باليد اليمنى وتحتل حالياً المرتبة رقم. 145 (8 سبتمبر 2014) في تصنيف رابطة محترفات كرة المضرب. أعلى تصنيف لها في الفردي كان المركز الـ 84 في سنة 2013.

## النهائيات

### الزوجي: 1 (0–1)
| الحصيلة | الرقم | التاريخ        | الدورة                    | الأرضية | الشريك          | المنافس                  | النتيجة   |
| ------- | ----- | -------------- | ------------------------- | ------- | --------------- | ------------------------ | --------- |
| الوصافة | 1.    | 15 سبتمبر 2012 | طشقند المفتوحة، أوزبكستان | صلبة    | آنا تشاكفيتادزه | بولا كانيا بولينا بكهوفا | 2–6, ret. |

## الخط الزمني للفردي
مفتاح
| ف | ن | ن.ن | ر.ن | د# | د.م | ل | أ.أ | ت | غ | ب | ف | ذ | م.خ | ل.ت |

(ف) فاز بالبطولة (ن) وصل النهائي (ن.ن) نصف النهائي (ر.ن) ربع النهائي (د#) الأدوار الأربعة الأولى (د.م) دور المجموعات (ل) شارك في كأس ديفيز (أ.أ) خرج من الأدوار الاولى (ت) خسر التصفيات التأهيلية (غ) غاب عن الحدث أو البطولة (ب) حصل على ميدالية برونزية (ف) حصل على ميدالية فضية (ذ) حصل على ميدالية ذهبية (م.خ) بطولة الماسترز خُفضت إلى مرتبة أقل (ل.ت) البطولة لم تعقد في السنة المعينة.
لتجنب الارتباك وازدواجية الحساب، يتم تحديث هذه المعلومات إما في نهاية البطولة، أو عندما تكون مشاركة اللاعب في البطولة قد انتهت.
|                    | روسيا | روسيا | روسيا | روسيا | روسيا | روسيا | صربيا | صربيا | صربيا |     |
| الدورة             | 2006  | 2007  | 2008  | 2009  | 2010  | 2011  | 2012  | 2013  | 2014  | ف-خ |
| دورات الجراند سلام |       |       |       |       |       |       |       |       |       |     |
| أستراليا المفتوحة  | غ     | غ     | ت3    | ت1    | ت3    | د3    | ت1    | د2    | د2    | 4–3 |
| فرنسا المفتوحة     | غ     | غ     | ت1    | ت1    | ت3    | د2    | ت2    | د1    | ت3    | 1–2 |
| بطولة ويمبلدون     | غ     | غ     | ت2    | د1    | ت3    | د1    | د1    | د3    | ت1    | 2–4 |
| أمريكا المفتوحة    | غ     | غ     | ت1    | د1    | ت2    | د1    | ت2    | د1    | ت1    | 0–3 |

## روابط خارجية
- فيسنا دولونك على موقع رابطة محترفات التنس (الإنجليزية)
- فيسنا دولونك على موقع الاتحاد الدولي لكرة المضرب (الإنجليزية)
- فيسنا دولونك على موقع كأس بيلي جين كينغ (الإنجليزية)
- فيسنا دولونك على موقع بطولة ويمبلدون (الإنجليزية)
- فيسنا دولونك على موقع خلاصة التنس.كوم (الإنجليزية)
- فيسنا دولونك على موقع إي إس بي إن.كوم (الإنجليزية)